# Onni Peltonen
Onni Evert Peltonen (né le 27 août 1894 à municipalité rurale de Jyväskylä et mort le 11 septembre 1969 à Jyväskylä) est un homme politique finlandais,,.

## Carrière politique
Onni Peltonen est député du SDP pour la circonscription de Vaasa du 1er septembre 1933 au 19 février 1962.
Onni Peltonen est ministre des Transports et des Travaux publics des gouvernements Paasikivi III (09.11.1945–25.03.1946), Fagerholm I (29.07.1948–16.03.1950), Kekkonen II (17.01.1951–19.09.1951) et Kekkonen III (20.09.1951–28.11.1952).
Il est aussi vice-Ministre des Affaires sociales du gouvernement Pekkala (26.05.1948–28.07.1948)
et Ministre des Affaires sociales du gouvernement Kekkonen V (20.10.1954–02.03.1956).